# 幽霊シリーズ
『幽霊シリーズ』（ゆうれいシリーズ）は、赤川次郎による日本の推理小説のシリーズ、及びそれを原作としたテレビドラマのシリーズ。シリーズ第1作「幽霊列車」は、第15回オール讀物推理小説新人賞を受賞した、作者のデビュー作。
女子大生・永井夕子と、事件を通じて20歳も年下の彼女に惚れてしまった捜査一課の宇野警部のコンビが活躍するシリーズ。

## 作品リスト

### シリーズ本編
1. 幽霊列車（1978年6月 文藝春秋 / 1981年8月 文春文庫 / 2016年1月 文春文庫【新装版】）
  - 幽霊列車 / 裏切られた誘拐 / 凍りついた太陽 / ところにより、雨 / 善人村の村祭
2. 幽霊候補生（1979年10月 文藝春秋 / 1982年10月 文春文庫 / 2017年8月 文春文庫【新装版】）
  - 幽霊候補生 / 双子の家 / ライオンは寝ている / 巷に雨の降るごとく / 眠れる棺の美女
3. 幽霊愛好会（1983年6月 文藝春秋 / 1985年7月 文春文庫 / 2018年6月 文春文庫【新装版】）
  - 名探偵の子守唄 / 青ひげよ、我に帰れ / 赤い靴はいた女の子 / コウノトリは本日休業 / 殺された死体 / 幽霊愛好会
4. 幽霊心理学（1986年2月 文藝春秋 / 1988年7月 文春文庫 / 2019年3月 文春文庫【新装版】）
  - 影のような男 / 美女は二度殺される / 幸福なる殺人 / 銀座の殺しの物語 / 幽霊心理学
5. 幽霊湖畔（1988年8月 文藝春秋 / 1991年8月 文春文庫 / 2019年12月 文春文庫【新装版】）
  - 幽霊湖畔 / 着せかえ人形の歌 / 危い再会 / 吸血鬼を眠らせないで / 狼が来た夜
6. 幽霊園遊会（1992年2月 文藝春秋 / 1994年5月 文春文庫）
  - 他人の空似にご用心 / 英雄の誇り / 夢の追加料金 / 幽霊園遊会
7. 幽霊記念日（1992年8月 文藝春秋 / 1995年2月 文春文庫）
  - 幸い住むと、ポチが鳴く / 白鳥の歌を聞くとき / 幽霊記念日 / 裏の畑でミケが鳴く
8. 幽霊散歩道（プロムナード）（1993年10月 文藝春秋 / 1995年9月 文春文庫）
  - 幽霊散歩道 / 殺人犯、お呼出し申し上げます / 危ない参観日 / 小雨に濡れた殺人
9. 幽霊劇場（1995年2月 文藝春秋 / 1997年4月 文春文庫）
  - 同情、買います / 夢路、はるかに / 幽霊劇場 / 間の抜けた告白
10. 幽霊社員（1996年2月 文藝春秋 / 1998年5月 文春文庫）
  - 週休四日の男 / 幽霊社員 / 行きずりの人 / 我輩は忠実なり
11. 幽霊教会（1997年2月 文藝春秋 / 1999年3月 文春文庫）
  - わが子可愛や / 人生相談は今日も行く / 父さん、お肩を… / 幽霊教会
12. 幽霊結婚（1998年3月 文藝春秋 / 2000年4月 文春文庫）
  - 幽霊聖夜（クリスマス） / 幽霊結婚 / 面影は消えず / 生命（いのち）のバトン
13. 幽霊暗殺者（1999年2月 文藝春秋 / 2001年3月 文春文庫）
  - 星をつかまえろ / 爽やかな追跡 / 幽霊暗殺者 / 裸で始まる物語
14. 幽霊指揮者（コンダクター）（2000年3月 文藝春秋 / 2002年3月 文春文庫）
  - 幽霊指揮者 / 私の秘密はあなたの秘密 / 幽霊放浪記 / 仮面の心中 / 影のある男
15. 幽霊予言者（2001年6月 文藝春秋 / 2003年6月 文春文庫）
  - 悪魔は微笑む / 幽霊予言者 / 小さな、小さな眠り / 恋の予感にご用心 / 遠くて近い恋人たち
16. 幽霊温泉（2002年10月 文藝春秋 / 2004年6月 文春文庫）
  - 自由をこの手に / 生きるべきか、死すべきか / 幽霊温泉 / 聖者が街へやって来る / 見えない鉄格子
17. 幽霊博物館（2004年4月 文藝春秋 / 2006年2月 文春文庫）
  - 幽霊博物館 / 海より深く / 火葬場の煙はななめに上る / 見知らぬ人への挽歌 / 旅路の終り
18. 幽霊包囲網（2005年8月 文藝春秋 / 2007年10月 文春文庫）
  - 幽霊包囲網 / ママの選択、パパの洗濯 / つきに見放された男 / 都会の死体置場（モルグ） / 私は目撃者
19. 幽霊相続人（2007年7月 文藝春秋 / 2009年11月 文春文庫）
  - 噂をすれば思い出す / 幻の相続人 / いざ歌え、歓喜の歌 / 河は呼んでる / 明白な殺人者 / 立ち聞き、また聞き、盗み聞き
20. 幽霊法廷（2008年1月 文藝春秋 / 2010年10月 文春文庫） - シリーズ初の長編
21. 幽霊待合室（2009年8月 文藝春秋 / 2012年1月 文春文庫）
  - ジュリエットは真夜中に目覚める / 雪女によろしく / 幽霊は生きていた / 愛に渇いて / 灰色の人生 / 幽霊待合室
22. 幽霊晩餐会（2010年3月 文藝春秋 / 2012年8月 文春文庫）
  - 明日に生きた男 / 息子と恋人 / 良妻賢母の詩 / はじめの一歩… / 灰もまた燃える / 幽霊晩餐会 / タダより安く
23. 幽霊注意報（2011年11月 文藝春秋 / 2014年4月 文春文庫）
  - 裏切った弾丸 / 運命の糸車 / 幽霊注意報 / 正義はわが旗印 / 深い海の記憶 / 赤信号を渡れ / 北へ帰る女
24. 幽霊恋文（2013年9月 文藝春秋 / 2016年4月 文春文庫）
25. 幽霊審査員（2015年5月 文藝春秋 / 2018年1月 文春文庫）
  - 犯罪買います / 哀愁列車 / 幽霊審査員 / 愛と憎しみの果て / 意地っ張りの季節 / もういいかい / 過去のある勲章
26. 幽霊協奏曲（2017年3月 文藝春秋 / 2020年3月 文春文庫）
  - 後ろ姿の夜桜 / スキャンダル、スキャンダル！ / 私の秘密はあなたの秘密 / 幽霊協奏曲 / 夜は知っていた / 夕やけ小やけ/ 闇に迷って
27. 幽霊解放区（2019年1月 文藝春秋 / 2022年1月 文春文庫）
  - ふさがれた窓 / 忘れな草を私に / 悪夢の来た道 / 悪魔の美しさ / 行列に消えて / 手から手へ、今 / 幽霊解放区
28. 幽霊終着駅（2020年8月 文藝春秋）
  - 袋小路を照らせ / 雪女の従妹 / 正方形の裏切り / 叔母捨て山 / 真面目人間、ここにあり / ゆく年くる年 / 幽霊終着駅
29. 幽霊認証局（2022年6月 文藝春秋）
  - 隣の芝生が枯れたとき / 失われたハネムーン / 死を運ぶサンタクロース / 他人の空似の顔と顔 / 女ともだち / 幽霊認証局 / タダより怖いものはない

### シリーズ番外編
- 『冬の旅人』（1981年9月 大和書房 / 1986年3月 角川文庫） / 『三毛猫ホームズの用心棒』（2009年12月 光文社カッパ・ノベルス）
  - 三毛猫ホームズシリーズとの共演作品「三毛猫ホームズの水泳教室」を収録
- 『知り過ぎた木々』（1985年3月 文藝春秋 / 1987年2月 文春文庫） - 永井夕子の高校生時代の物語
- 『おとなりも名探偵』（2000年7月 角川文庫） - 三毛猫ホームズシリーズ・三姉妹探偵団シリーズ他、赤川のシリーズ作品とのオムニバス短編集
  - 「幽霊親睦会」を収録

## 登場人物
永井夕子
事件が大好きな自称・名探偵。T大学文学部に通う女子大生。両親を交通事故で亡くし、一人暮らし。宇野と恋人同士に。
宇野喬一
警視庁捜査一課の警部。妻を交通事故で亡くして以来一人暮らし。夕子と恋人同士に。
原田
警視庁捜査一課の刑事。宇野の部下。

## テレビドラマ
1978年から1984年までテレビ朝日系「土曜ワイド劇場」で放送されたシリーズ。全9回。
第1作監督・脚本の岡本喜八は書き割り、ストップモーションなど凝りに凝った映像と、ベテラン俳優たちの軽妙な会話で原作を巧みに膨らませた。石上三登志は、2年目を迎えた土曜ワイド劇場の理想的成果として、キネマ旬報、映画宝庫などで再三これを絶賛した。その後シリーズ化されて9本が製作されたが、監督は1作ごとに交代している。第8作では主演女優交代に際し、宇野警部をそのままに、主人公をファーストネームのみ同じ別キャラクターに替えるという珍しい変更が行われている。

### キャスト

#### 主要人物
- 永井夕子（女子大生探偵） - 浅茅陽子（第1作 - 第7作）
- 丸山夕子（熊野磨崖仏で宇野と出合った女子大生） - 藤谷美和子（第8作・第9作）
- 宇野喬一（迷刑事・警部） - 田中邦衛
- 警視庁捜査課長 - 小沢栄太郎

#### ゲスト
第1作「幽霊列車」（1978年）
- 内田朝雄、桑山正一、殿山泰司、今福正雄、長谷川弘、曽我廼家一二三、成瀬昌彦、小川真司、福崎和宏、大井小町、松田洋治、天本英世、山本麟一、信欣三

第2作「幽霊海岸」（1978年）
- ユモト淳子 - 市毛良枝
- ユモト - 河原崎健三
- フタミレイコ - 根岸とし江
- 竹中一郎 - 三田直文
- 竹中由美 - 羽田直美
- 色沼 - 内田昌宏
- 竹中あや子 - 井口恭子
- 刑事 - 橋本功
- 竹中 - 福田豊土
- 辰見 - 伴淳三郎
- 小林尚臣、川口啓史、渡辺鈴沙、岡田裕司、堀越大史

第3作「迷探偵コンビ危機一髪! 善人村の幽霊まつり」（1979年）
- プロデューサー - 橋本功
- 植村健 - 山本亘
- 添田綾瀬（辰栄の妻） - 小川亜佐美
- 村人 - 山本昌平
- 大沢（町医者・警察医） - 滝田裕介
- 猿渡勇作 - 草野大悟
- 植村大造（村会議長） - 浜田寅彦
- 外山（巡査） - 山本麟一
- 棟丸俊夫（消防団長） - 殿山泰司
- 添田辰栄（村長） - 金田龍之介
- 坪田直子、片山万由美、中村たつ、成瀬昌彦、関虎美、青木卓、鈴木朗、古田正志、大鹿伸一、中山広通、岡田裕司、中村美苗、桑原恵子

第4作「迷探偵コンビは死なず! 幽霊湖の花嫁」（1979年）
- 悦子（女子大生） - 池上季実子
- 平松百合 - 香野百合子
- 藤田（旅館ふじ屋） - 梅津栄
- 女将 - ひろみどり
- 内藤雄一郎 - 森下哲夫
- 女子大生 - 千うらら
- 江口清次（番頭・内藤と遠い親戚） - 草薙幸二郎
- トク（家政婦） - 千石規子
- 木田（巡査部長） - 玉川良一
- 西田伍一（村長） - 殿山泰司
- 内藤雄造（雄一郎の父） - 加藤嘉
- 千田孝之、神山寛、前川哲男、金子正、姿鉄太郎、生間隆之、白坂紀子、杉真由美、結城ひろ美、夏麻衣子、此木順子、寺井久美子、成瀬昌彦、小林尚臣、沢村正喜

第5作「迷探偵コンビ潜入せよ! 幽霊学園祭」（1981年）
- 川島愛子 - 高峰三枝子
- 青木（教授） - 中尾彬
- 鮎川まり - 日向明子
- 川島俊一 - 中野誠也
- 川島孝治 - 森下哲夫
- 川島綾子 - 本城ゆき
- 青木治子 - 夏麻衣子

第6作「幽霊温泉 迷探偵コンビ死の旅へ!」（1981年）
- 今泉仙一 - 花沢徳衛
- 若山刑事 - 岡本富士太
- 今泉誠 - 佐藤佑介
- 会田良子 - 原悦子
- 吉田医師 - 下元勉
- 夏桂子、井上昭文、伊沢一郎、可知靖之、早川純一、牧よし子、御道由紀子、伊東達広、松山照夫、夏木章、古田正志

第7作「迷探偵コンビの危険旅行 幽霊結婚」（1982年）
- 荻島真一、結城しのぶ、高橋恵子、牧よし子、大塚道子、三谷昇、三角八朗、平泉征、山本紀彦、山本清、佐藤和男、小林尚臣、望月太郎、古田将士、沢井千恵、黒木優美、三輪郁子、御道由紀子、松村彦次郎、森井睦、田村元治、石黒正男、山崎満、嵯峨善兵、浜田寅彦

第8作「迷探偵新コンビ誕生! 幽霊半島 古代鏡に映る妖しい女の影!?」（1984年）
- 神山繁、蜷川有紀、中帆登美、黒木真由美、益岡徹、山本竜二、岡本早生、藤木悠、森下哲夫、山本清、早川純一、石丸謙二郎、青木卓、黒木優美、石田順子、中島美子、夏桂子

第9作「幽霊同窓会 少女誘拐! 真犯人は同級生? 岩風呂の湯けむりに白い肌が…」（1984年）
- 結城しのぶ、草野大悟、左右田一平、山本清、長谷川康夫、荻原流行、石丸謙二郎、青木卓、船場牡丹、岡本真実、鈴木照恵、松本幸三、草薙幸二郎、谷村昌彦、今福将雄、井川比佐志

### スタッフ
- 原作 - 赤川次郎
- 脚本 - 長野洋、岡本喜八、松木ひろし、窪田篤人、渡邉祐介、長野洋、尾中洋一
- 音楽 - 渡辺岳夫（第1作・第4作）、真鍋理一郎（第2作）、横田年昭（第3作）、桜庭伸幸（第5作 - 第8作）、田辺信一（第9作）
- 監督 - 岡本喜八、森﨑東、山本迪夫、渡邉祐介、前田洋一、田中重雄、日高武治、児玉進、吉田啓一郎
- 制作 - テレビ朝日、大映映像（第1作・第5作 - 第8作）、俳優座映画放送

### 放送日程
| 話数 | 放送日         | サブタイトル                                                     | 原作                   | 脚本              | 監督       | 視聴率 |
| ---- | -------------- | ---------------------------------------------------------------- | ---------------------- | ----------------- | ---------- | ------ |
| 1    | 1978年1月14日  | 幽霊列車                                                         | 「幽霊列車」           | 長野洋 岡本喜八   | 岡本喜八   | 16.5%  |
| 2    | 1978年10月21日 | 幽霊海岸                                                         | 「凍りついた太陽」     | 松木ひろし        | 森崎東     | 15.0%  |
| 3    | 1979年6月2日   | 迷探偵コンビ危機一髪! 善人村の幽霊まつり                         | 「善人村の村祭」       | 窪田篤人          | 山本迪夫   | 19.0%  |
| 4    | 1979年10月27日 | 迷探偵コンビは死なず! 幽霊湖の花嫁                               | 「幽霊候補生」         | 窪田篤人 渡邉祐介 | 渡邉祐介   | 22.1%  |
| 5    | 1981年4月11日  | 迷探偵コンビ潜入せよ! 幽霊学園祭                                 | 「ところにより、雨」   | 長野洋            | 前田洋一   | 19.0%  |
| 6    | 1981年11月7日  | 幽霊温泉 迷探偵コンビ死の旅へ!                                   | 「眠れる棺の美女」     | 窪田篤人          | 田中重雄   | 21.9%  |
| 7    | 1982年5月8日   | 迷探偵コンビの危険旅行 幽霊結婚                                  | 「青ひげよ､我に帰れ」  | 窪田篤人          | 日高武治   | 16.4%  |
| 8    | 1984年4月14日  | 迷探偵新コンビ誕生! 幽霊半島 古代鏡に映る妖しい女の影!?          | 「巷に雨の降るごとく」 | 窪田篤人          | 児玉進     | 17.1%  |
| 9    | 1984年12月8日  | 幽霊同窓会 少女誘拐! 真犯人は同級生? 岩風呂の湯けむりに白い肌が… | 「裏切られた誘拐」     | 尾中洋一          | 吉田啓一郎 | 22.7%  |

### ソフト化
- テレビ朝日・大映映像・俳優座映画放送制作作品（第1作・第5作 - 第8作）
  - 第1作・第6作は1989年6月9日、第7作・第8作は1989年8月11日に大映よりレンタル用VHSが発売。
  - 第1作は2001年4月4日にキングレコードよりDVDも発売されている。
  - 第5作は未ソフト化。
- テレビ朝日・俳優座映画放送制作作品（第2作 - 第4作・第9作）
  - 2023年1月27日、ベストフィールドより「赤川次郎の幽霊シリーズ コレクターズDVD」としてDVDが発売。

## ラジオドラマ
1979年1月NHK第一放送で正月スペシャル「幽霊列車」として初期5話が5夜連続放送された。宇野警部は花紀京（大阪府警捜査一課所属に設定変更され、当然大阪弁を話す）、永井夕子は竹下景子（こちらは標準語）、スポーツ中継でお馴染みの土門正夫アナウンサーが、登場人物と掛け合いを演じながらナレーターをつとめた。

## ゲーム
『赤川次郎の幽霊列車』（あかがわじろうのゆうれいれっしゃ）のタイトルで1991年2月8日にキングレコードからファミリーコンピュータ用ゲームソフトとして発売された。とある田舎の温泉町、岩湯谷。のどかなこの町に大事件が起きた。岩湯谷駅を発車して、隣の大湯谷駅に向かう列車に乗ったはずの乗客8人が、姿を消してしまった。地元はもちろん大騒ぎ。マスコミでも、謎の失踪事件として大きく報じられた。警察は、ひとりの刑事を岩湯谷へ派遣した。彼の名は宇野喬一。警視庁捜査一課きっての敏腕刑事が主人公となり事件を捜査していくことになる。
原作ではさらっと流されたあることの原因が異なり、事件解明の重要な鍵となっている。

### 登場人物
宇野喬一
37歳、独身。警視庁随一の腕きき刑事。
永井夕子
22歳、女子大生。好奇心旺盛で鋭い推理をすることがある。

### スタッフ
- 原作：赤川次郎
- 原画：わたせせいぞう
- 音楽：すぎやまこういち
- シナリオ：スタジオ・ハード、池田美佐
- グラフィック：吉田英博
- サウンド・エフェクト：田口泰宏
- プログラム：マイティークラフト、西川博成
- アシスタント：KEIKO TAGA
- エグゼクティブ・プロデューサー：望月敬三

### 評価
ゲーム誌『ファミコン通信』の「クロスレビュー」では6・6・7・5の合計24点（満40点）、「ファミリーコンピュータMagazine」の読者投票による「ゲーム通信簿」での評価は以下の通りとなっており、20.66（満30点）点となっている。
| 項目 | キャラクタ | 音楽 | 操作性 | 熱中度 | お買得度 | オリジナリティ | 総合  |
| 得点 | 3.49       | 3.77 | 3.31   | 3.61   | 3.29     | 3.21           | 20.66 |